# Мар'янівка (Татарбунарський район)
Мар'я́нівка — колишнє село в Україні, Татарбунарському районі Одеської області. Підпорядковувалось Жовтоярській сільській раді

## Топонім→Ойконім
В сільській топоніміці, яка пізніша за походженням, досить часто основою є українська або російська граматика та / або лексика. Неважко помітити, що у сільській топоніміці зменшувальне «-ка» має природне наповнення: населений пункт, що не дотягує до міста отримує відображення цього факту в своїй назві.

## АТП (адміністративно-територіальний поділ)
- 01.09.1946 — СРСР \ УРСР \ Ізмаїльська область \ Тузлівський район \ Маразліївська сільська рада \ хутір Мар'янівський[1]
- 15.02.1954 — СРСР \ УРСР \ Одеська область \ Тузлівський район \ Маразліївська сільська рада \ село Мар'янівка
- 01.01.1959 — СРСР \ УРСР \ Одеська область \ Татарбунарський район \ Жовтоярська сільська рада \ село Мар'янівка
- 01.01.1979 — СРСР \ УРСР \ Одеська область \ Татарбунарський район \ Жовтоярська сільська рада \ село Мар'янівка[2]
- 24 серпня 1991 — Україна \ Одеська область \ Татарбунарський район \ Жовтоярська сільська рада \ відсутнє